# Un hombre bueno es difícil de encontrar
Un hombre bueno es difícil de encontrar (título original: "A Good Man is Hard to Find") es un relato corto de la escritora estadounidense Flannery O'Connor. El cuento apareció por primera vez en una antología de varios autores en El Libro Avon de Escritura Moderna, en 1953. Con el título Un hombre bueno es difícil de encontrar y otros relatos fue publicado por la Editorial Harcourt en una colección de cuentos, en 1955. El relato es el más importante y conocido de la autora y un clásico de literatura de Estados Unidos. En la obra, como en el resto de la producción de O´Connor, se encuentran presentes los temas del bien y el mal, y la religión.
El cuento trata sobre la masacre de toda una familia, padre, madre, hijos y abuela, por un asesino convicto y dos de sus cómplices.
El título del cuento está tomado de la canción "A Good Man is Hard to Find", compuesta por Eddie Green, en 1917 y grabada en 1919 por Marion Harris.

## Argumento
Bailey, cabeza de una familia de Atlanta, se prepara para llevar a su familia de vacaciones a Florida. Su madre, (conocida solo como "la abuela" a lo largo de la historia) no desea ir a Florida sino a Tennessee a visitar gente y lugares conocidos. Su hijo Bailey decidió ir de viaje con su mujer y sus hijos, John Wesley de ocho años, June Star de siete, y el bebé. La abuela, con la intención de impedir el viaje a Florida e ir donde ella quiere, comenta lo que ha leído en el periódico: un asesino serial demente se ha escapado la cárcel.
Al dia siguiente viajan a Florida; la abuela no para de hablar de su vida pasada, de lo respetuosos que eran los niños y la buena educación de la gente. Ella trata de entretener a sus nietos, pero ellos son irrespetuosos y la tratan de forma despectiva. 
Se detienen en un restaurante de la ruta, en Georgia, donde son atendidos por Red Sammy y su esposa. La abuela les comenta del Inadaptado y, en la conversación, Red Sammy coincide con ella en que en este mundo no se puede confiar en nadie.
Al continuar el viaje, la abuela cuenta la historia de una casa misteriosa que conoció en su infancia y que no está muy lejos. Los niños se entusiasman con el relato y quieren conocer la casa. Con pocas ganas, Bailey gira y toma un desolado camino hasta que la abuela se acuerda de que la casa no está en Georgia, sino en Tennessee.
La abuela, sin decirle a nadie de la familia, ha llevado a su gato escondido en un canasto; sin querer, pega una patada al cesto, el gato se asusta y salta sobre un hombro de Bailey haciéndole perder el control del auto que vuelca y queda fuera del camino. 
Nadie sufre lesiones, excepto la mujer de Bailey que queda lastimada. Mientras los niños están contentos por la emoción vivida, la familia espera que pase algún coche que los ayude.
Un automóvil aparece, se detiene y bajan tres hombres. La abuela reconoce en el que lleva lentes al Inadaptado. Mientras conversa con ella, el Inadaptado le dice a los otros dos hombres que lleven a Bailey y a John Wesley al bosque y le peguen dos tiros. La abuela sigue hablando con él, escucha los disparos y ve a los dos hombres regresando para llevar al bosque a la mujer de Bayley, a June Star y al bebé. La abuela ruega por su propia vida y, a pesar de sus ruegos, el Inadaptado la mata de dos disparos.

## Personajes
La abuela: Madre de Bailey, es una mujer egoísta, creyente, con una mentalidad cerrada y con una propia concepción sobre la moralidad.
El inadaptado: Un asesino en serie que se escapa con otros dos asesinos. Carece de creencias religiosas y de moralidad. Está convencido de que fue injustamente condenado.
Bailey: Casado y con tres hijos: John Wesley, June Star y el bebé.
La mujer de Bailey: Es tranquila y no ejerce control alguno sobre sus hijos, que hacen lo que quieren.
John Wesley y June Star: Tienen ocho y siete años, respectivamente. Son maleducados, caprichosos e irrespetuosos.
Red Sammy Butts: Dueño del restaurante de la ruta en el que la familia se detiene a comer. Su manera de pensar está de acuerdo con el de la abuela.
La mujer de Red Sammy: Es la camarera del restaurante de su marido.
Hiram y Bobby Lee: Los dos delincuentes que escapan junto a el Inadaptado

## Interpretación
El cuento "Un hombre bueno es difícil de encontrar", que resultó impactante para muchos de sus lectores, ha tenido múltiples análisis e interpretaciones, centradas en los personajes de la abuela y el Inadaptado. Sus dichos y actitudes han sido considerados de diversas maneras, pero siempre analizados a partir de los temas recurrentes en la obra de O´Connor: la presencia del bien y el mal, y las cuestiones religiosas.

## Adaptaciones
El cuento "Un hombre bueno es difícil de encontrar" fue llevado al cine con el título  Corazones negros sangran rojo (Black Hearts Bleed Red), dirigida por Jeri Cain Rossi, en 1992.
El músico estadounidense de folk Sufjan Stevens compuso una canción basada en el cuento, adoptando el punto de vista del Inadaptado. La canción tiene el mismo título del cuento y de la canción compuesta en 1919 por Eddie Green.  Fue incluida en el álbum Siete Cisnes, de 2004.

## Lectura adicional
- Flannery O'Connor (1993).  Frederick Asals, ed. Un hombre bueno es difícil de encontrar. Prensa universitaria de Rutgers. ISBN 978-0-8135-1977-7. Contiene el texto original así como la colección.
- Jan Nordby Gretlund, Karl-Heinz Westarp, ed. (2006). La radical realidad de Flannery O'Connor. Prensa universitaria del sur de California. ISBN 978-1-57003-601-9. Multitud de ensayos discuten la historia en el contexto del trabajo de Flannery O'Connor en conjunto.
- George Kilcourse (2001). La imaginación religiosa de Flannery O'Connor: un mundo en desequilibrio. Prensa Paulist. ISBN 978-0-8091-4005-3. Se centra en los aspectos religiosos de los escritos de Flannery, incluyendo aquellos de los cuentos.